# يوري ألكسندروف ماليشيف
يوري ألكسندروف ماليشيف (بالإنجليزية: Yury Malyshev (cosmonaut))‏ (و. 1941 – 1999 م) هو طيار، ورائد فضاء من الاتحاد السوفيتي . ولد في نيكولايفسك .
ويحمل رتبة عسكرية عقيد .
توفي في مدينة النجوم .

## ريادة الفضاء
شارك في المهمات الفضائية:
- Soyuz T-2
- Soyuz T-11
- Soyuz T-10.

## التعليم
تعلم في Gagarin Air Force Academy

## جوائز
حصل على جوائز منها:
- وسام لينين
- Ashok Chakra Award
- بطل الاتحاد السوفيتي
- Pilot-Cosmonaut of the USSR.